# Świdrzykowate
Świdrzykowate, świdrzyki (Clausiliidae) – rodzina lądowych ślimaków trzonkoocznych (Stylommatophora), obejmująca ponad 1500 gatunków, ciepłolubnych i wilgociolubnych, szeroko rozmieszczonych na świecie. Są to ślimaki o różnorodnych preferencjach pokarmowych. Nie mają znaczenia gospodarczego.

## Występowanie
Świdrzykowate są spotykane w wielu regionach świata. Głównym obszarem ich występowania jest zachodnia część krainy palearktycznej. Nie występują w Australii, Ameryce Północnej ani w Antarktyce. W Polsce stwierdzono 24 gatunki (5 z nich objęto ścisłą ochroną). Występują głównie na ciepłych i wilgotnych obszarach podgórskich i górskich. Na niżu są rzadziej spotykane.

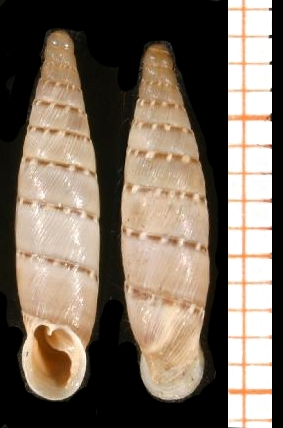
Muszla Papillifera papillaris

## Budowa
Muszla świdrzykowatych jest wrzecionowata lub wrzecionowato-wieżyczkowa, zwykle lewoskrętna, złożona z wielu (do 18) skrętów. Jej otwór ma słabo wywiniętą wargę i jest uzbrojony w ząbki, listewki i – charakterystyczną dla tej rodziny strukturę anatomiczną – sprężyste klausilium, stanowiące część aparatu zamykającego. Od tej struktury pochodzi naukowa nazwa rodziny (Clausiliidae). Wysokość muszli wynosi 9–20 mm, rzadko więcej. U gatunków subtropikalnych i tropikalnych może osiągać 40 mm.

## Biologia
Świdrzykowate są w większości jajorodne, a niektóre jajożyworodne. Żyją od roku do 6 lat. Ich preferencje pokarmowe są zróżnicowane: od szczątków organicznych, przez grzyby i rośliny po małe zwierzęta.

## Systematyka

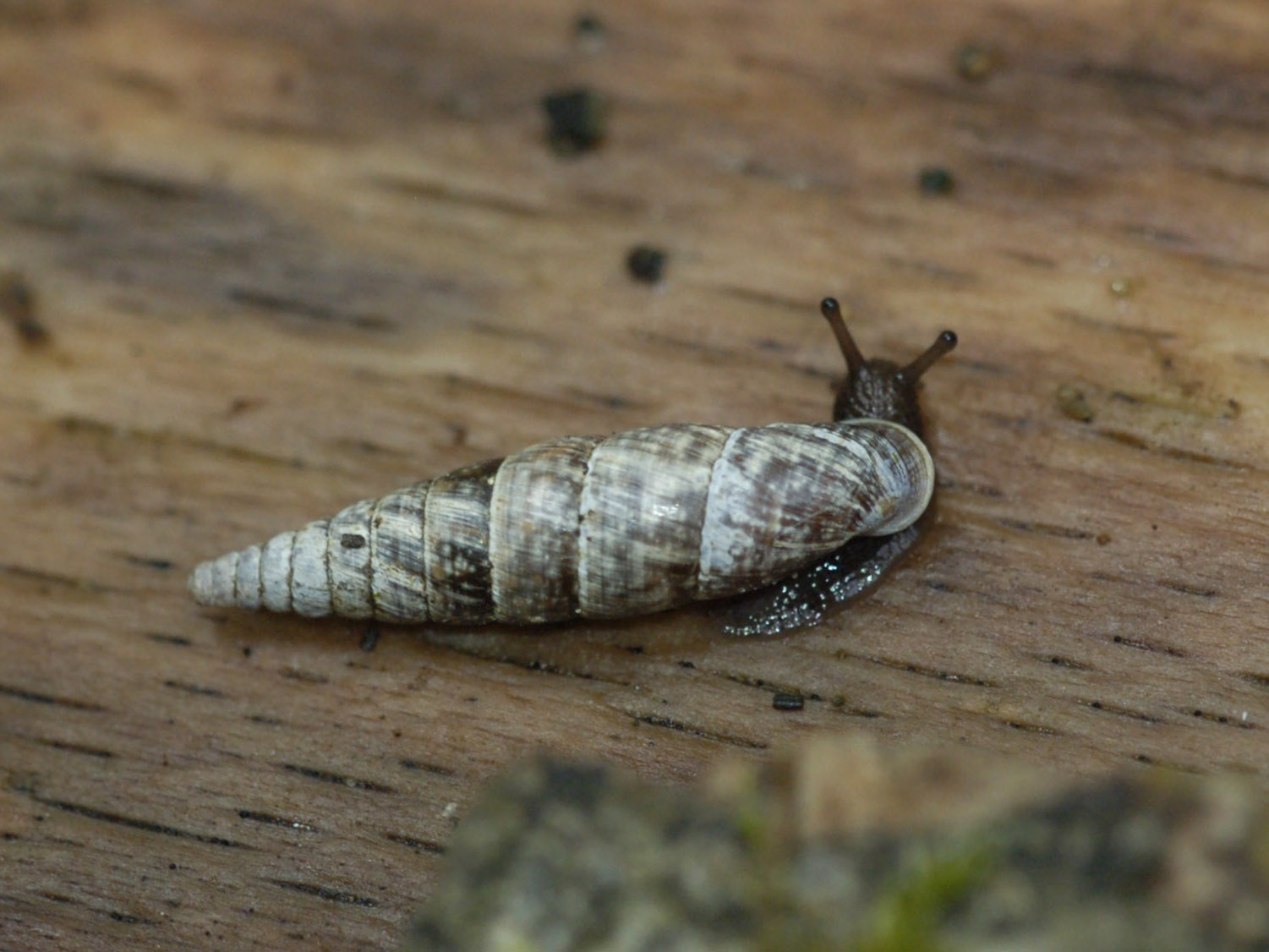
Świdrzyk lśniący (Cochlodina laminata)

Rodzaje zaliczane do tej rodziny klasyfikowane są w podrodzinach (znakiem † oznaczono taksony wymarłe, znane tylko ze szczątków kopalnych):
- Clausiliinae Gray, 1855
- Alopiinae A.J. Wagner, 1913
- †Constrictinae H. Nordsieck, 1981
- Garnieriinae C. Boettger, 1926
- †Eualopiinae H. Nordsieck, 1978
- Laminiferinae Wenz, 1923
- Neniinae Wenz, 1923
- Peruiniinae H. Nordsieck, 2005
- Phaedusinae A.J. Wagner, 1922

W bazie MolluscaBase wyróżnia się dodatkowo podrodzinę:
- Synprosphyminae H. Nordsieck, 2007,

która w publikacji Bouchet et al., 2017 ma status plemienia (Synprosphymini) w obrębie podrodziny Phaedusinae.
Rodzajem typowym rodziny jest Clausilia.

## Zobacz też

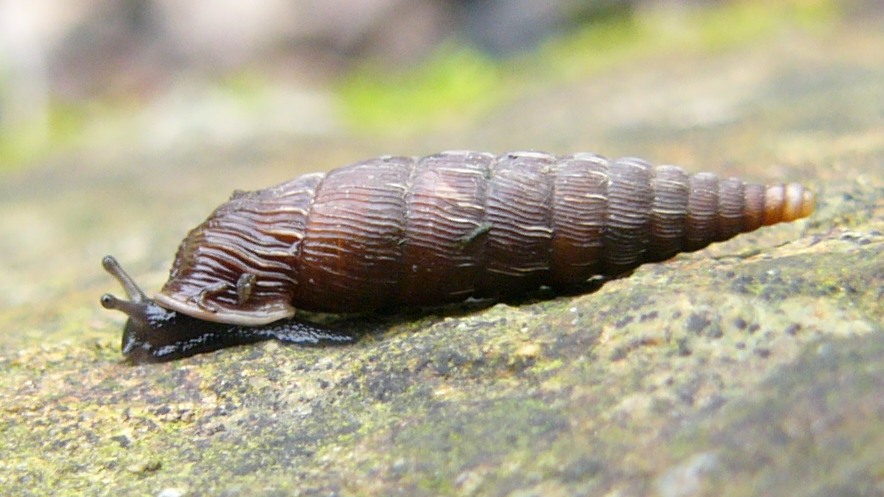
Świdrzyk fałdzisty (Laciniaria plicata)